# FC Nistru Otaci
FC Nistru Otaci (celým názvem Fotbal Club Nistru Otaci) byl moldavský fotbalový klub z města Otaci založený roku 1953. Domácím hřištěm klubu byl Stadionul Călărășeuca s kapacitou 2 000 míst.
V sezóně 2004/05 se stal vítězem Cupa Moldovei – moldavského fotbalového poháru.

## Úspěchy
- Cupa Moldovei ( 1x )
  - 2004/05[2]